# 清家文庫
清家文庫（せいけぶんこ）とは京都大学附属図書館に所蔵される文庫である。

## 概要
清家文庫は、清原夏野の子孫である舟橋秀賢を家祖とする、舟橋清賢に伝えられていた書籍群から成る。舟橋家は、代々明経博士として経書を講じた一家であり、同家には貴重な典籍が数多く伝えられていた。これを京都大学に寄贈したものがいまの清家文庫である。
特に貴重とされるものが、「清原家家学34種」であり、1952年に重要文化財に指定されている。その内訳は、御注孝経残巻、古文孝経、易学啓蒙抄、易学啓蒙通釈、易学啓蒙通釈口義、命期秘伝、尚書聴塵、毛詩、左伝聴塵、大学、論語、論語（清家証本）、論語義疏、孝経抄、史記抄、漢書抄、標題補注蒙求、六韜、六韜秘抄、司馬法、三略秘抄、三略抄、三略講義、孝子伝、長恨歌井琵琶行秘抄、拾芥抄、年中行事、新古今注、塵芥、聚分韻略、宣賢卿字書、中庸、周礼疏単疏本、孝経述義である。

## 文庫の構成
所蔵される文庫の構成は以下の3つに分けられる。
初期の寄贈（2,365冊）
1951年から1953年に舟橋清賢から寄贈を受けたもので、代表的なものに慶長・元和木活字版の『孟子抄』『毛詩抄』がある。
1度目の購入（289冊）
清原家から購入したもので、『清原家家学書』が主となっている。
2度目の購入（172冊）
1907年から1916年にかけて購入したもので、代表的なものに『尚書』がある。

## 文庫の閲覧
貴重書指定されており、閲覧には事前の予約が必要となっている。
京都大学附属図書館の所蔵であるが外部の人でも紹介状があれば閲覧は可能である。

## 電子化事業
2013年から公益財団法人図書館振興財団の平成25年度振興助成事業として、清家文庫を含む貴重書の電子化作業を行っている。これら電子化した画像は京都大学電子図書館貴重資料画像データベースで公開され、京都大学の蔵書検索システムKULINEで検索可能になる予定である。清原文庫の貴重書は、187種が貴重資料画像データベースで公開されている。